# Future Nostalgia
Future Nostalgia – drugi album studyjny angielskiej piosenkarki Duy Lipy, wydany 27 marca 2020 roku.

## Promocja

### Single
Pierwszy singel promujący album, „Don’t Start Now”, został wydany 31 października 2019 roku. Osiągnął on sukces komercyjny, stając się drugim utworem piosenkarki, który znalazł się w pierwszej dziesiątce notowań UK Singles Chart oraz Hot 100, w obu zajmując drugie miejsce. Dotarł on również do pierwszej dziesiątki Polish Airplay Top 100. Dla jego promocji, Lipa zadebiutowała z nagraniem po raz pierwszy podczas występu w talk-show Grahama Nortona dzień po jego wydaniu. Wykonała go również na 26. ceremonii rozdania nagród Europejskich Nagród Muzycznych MTV w Sewilli, 47. edycji American Music Awards w Los Angeles, a także podczas gali ARIA Music Awards 2019 w Sydney.
31 stycznia odbyła się premiera drugiego singla albumu – „Physical”. Piosenka została ciepło przyjęta przez krytyków. Dua pierwszy raz na żywo zaśpiewała „Physical” na festiwalu Sydney Mardi Gras 2020. W celu jego promocji powstały dwa teledyski oraz merch dostępny na oficjalnej stronie Duy. Piosenka osiągnęła duży sukces komercyjny w Europie, m.in. plasując się na 3. miejscu brytyjskiego norowania UK Singles Chart.
Z powodu przesunięcia się premiery albumu, „Break My Heart” zostało wydane 25 marca 2020. Teledysk został opublikowany następnego dnia, a Lipa zaśpiewała tę piosenkę podczas jej występu u Jimmy'ego Fallona. Piosenka zajęła 6. miejsce w brytyjskim notowaniu UK Singles Chart oraz 13. w amerykańskiej liście Hot 100.
10 lipca odbyła się premiera czwartego singla z albumu – „Hallucinate”. W serwisie YouTube został opublikowany animowany teledysk.
Piątym singlem z albumu został „Levitating” (gośc. DaBaby), który został wydany 2 października. Piosenkarka wykonała ową piosenkę na żywo wraz z raperem na 63. ceremonii rozdania nagród Grammy. Utwór ten dotarł na 2. miejsce amerykańskiej listy Hot 100, a w 2021 roku zajął 1. miejsce na amerykańskiej liście Billboard Year-End Hot 100.
W 2021 roku zostały wydane 2 single „We’re Good” 11 lutego oraz ostatni singiel z krążka „Love Again” 11 marca.

### Single promocyjne
Tytułowy utwór „Future Nostalgia” został wydany jako pierwszy i jedyny singel promocyjny albumu 13 grudnia 2019 roku.

### Trasa
W dniu 2 grudnia 2019 roku Lipa dodała na swoje oficjalne profile na portalach społecznościowych oraz oficjalnej stronie internetowej listę występów w ramach trasy koncertowej promującej ów album – Future Nostalgia Tour. Miała się ona odbyć w 2020 roku, lecz była kilkakrotnie przekładana z powodu pandemii COVID-19. Tournée, składające się w chwili obecnej z 82 koncertów na terenie Ameryki Północnej, Europy, Ameryki Południowej oraz Australii i Oceanii rozpoczęło się 9 lutego 2022 w Miami, a zakończy się 16 listopada w Perth. 

#### Koncert w Polsce
Artystka w ramach Future Nostalgia Tour miała wystąpić w Polsce. Koncert miał się odbyć 1 lipca 2022 na Open’er Festival w Gdyni na Kosakowie, jednak przez burzę nie doszło do jej występu.

## Odbiór komercyjny
Future Nostalgia zadebiutował na pozycji 2. na UK Albums Chart w liczbie 34 390 kopii. W drugim tygodniu album trafił na szczyt listy, będąc pierwszym albumem Duy Lipy numer jeden w Wielkiej Brytanii. W sumie, Future Nostalgia spędził 4 tygodnie na najwyższej pozycji.

## Lista utworów
| Nr  | Tytuł utworu        | Słowa | Muzyka                                      | Długość |
| --- | ------------------- | --- | ------------------------------------------- | ------- |
| 1.  | „Future Nostalgia”  | Dua Lipa, Clarence Coffee Jr., Jeff Bhasker                                                                  | Bhasker, Skylar Mones                       | 3:04    |
| 2.  | „Don't Start Now”   | Lipa, Emily Schwartz, Caroline Furoyen, Ian Kirkpatrick                                                      | Kirkpatrick                                 | 3:03    |
| 3.  | „Cool”              | Lipa, Ebba Tove Nilsson, Shakka Philip, Camille Purcell, Thomas Barnes, Peter Kelleher, Benjamin Kohn        | TMS, Stuart Price, Lorna Blackwood          | 3:29    |
| 4.  | „Physical”          | Lipa, Sarah Hudson, Coffee Jr., Jason Evigan                                                                 | Evigan, Koz, Gian Stone, Blackwood          | 3:13    |
| 5.  | „Levitating”        | Lipa, Hudson, Coffee Jr., Stephen Kozmeniuk                                                                  | Price, Koz                                  | 3:23    |
| 6.  | „Pretty Please”     | Lipa, Julia Michaels, Furoyen, Kirkpatrick                                                                   | Kirkpatrick, Juan Ariza                     | 3:14    |
| 7.  | „Hallucinate”       | Lipa, Sophie Cooke, Samuel George Lewis, Stuart Price                                                        | Price, SG Lewis, Lauren D'Elia              | 3:28    |
| 8.  | „Love Again”        | Lipa, Chelcee Grimes, Coffee Jr., Kozmeniuk                                                                  | Koz, Price, Blackwood                       | 4:18    |
| 9.  | „Break My Heart”    | Lipa, Alexandra Tamposi, Andrew Wotman, Stefan Johnson, Jordan K. Johnson, Michael Hutchence, Andrew Farriss | Andrew Watt, The Monsters and the Strangerz | 3:41    |
| 10. | „Good in Bed”       | Lipa, Melanie Fontana, Taylor Upsahl Michel "Lindgren" Schulz, David Biral, Denzel Baptiste                  | Take A Daytrip, Lindgren                    | 3:38    |
| 11. | „Boys Will Be Boys” | Lipa, Kennedi Lykken, Justin Tranter, Evigan                                                                 | Koz, Rupert Christie, Blackwood             | 2:46    |
|     |                     | |                                             | 37:17   |

| Japońska edycja (utwory bonusowe) | Japońska edycja (utwory bonusowe) | Japońska edycja (utwory bonusowe) |
| Nr                                | Tytuł utworu                      | Długość                           |
| --------------------------------- | --------------------------------- | --------------------------------- |

Sample
- „Physical” zawiera fragmenty tekstu z piosenki Olivii Newton-John o tym samym tytule.
- „Love Again” zawiera elementy z singla „My Woman”, napisanego przez Ala Bowlly’ego[47]
- „Break My Heart” zawiera sampel z „Need You Tonight”, napisanego przez Andrew Farrissa i Michaela Hutchence’a.

## Notowania
| Terytorium        | Notowanie (2020)                            | Najwyższa pozycja |
| ----------------- | ------------------------------------------- | ----------------- |
| Australia         | ARIA Top 100 Albums Chart                   | 1                 |
| Austria           | Ö3 Austria                                  | 2                 |
| Belgia (Flandria) | Ultratop 200 Albums                         | 2                 |
| Belgia (Walonia)  | Ultratop 200 Albums                         | 5                 |
| Chorwacja         | TOTS Top 40 Foreign Albums Chart            | 1                 |
| Czechy            | ČNS IFPI                                    | 1                 |
| Dania             | Hitlisten                                   | 4                 |
| Estonia           | Eesti Tipp-40                               | 1                 |
| Finlandia         | Suomen virallinen albumilista               | 1                 |
| Francja           | Top Albums                                  | 5                 |
| Hiszpania         | Top 100 Albums Chart                        | 1                 |
| Holandia          | Dutch Album Top 100                         | 2                 |
| Irlandia          | Official Irish Albums Chart Top 50          | 1                 |
| Islandia          | TÓÓNLISTINN – PLÖTUR                        | 5                 |
| Japonia           | Hot Albums                                  | 26                |
| Japonia           | Oricon Albums Chart                         | 24                |
| Kanada            | Billboard Canadian Albums                   | 2                 |
| Korea Południowa  | Gaon                                        | 29                |
| Litwa             | ALBUMŲ TOP 100                              | 1                 |
| Niemcy            | Top 100 Albums                              | 4                 |
| Norwegia          | VG-lista                                    | 2                 |
| Nowa Zelandia     | NZ Top 40 Albums Chart                      | 1                 |
| Polska            | OLiS                                        | 4                 |
| Portugalia        | Top 50 Albums                               | 2                 |
| Słowacja          | ČNS IFPI                                    | 2                 |
| Stany Zjednoczone | Billboard 200                               | 4                 |
| Stany Zjednoczone | Rolling Stone Top 200                       | 4                 |
| Szkocja           | Official Scottish Albums Chart Top 100      | 1                 |
| Szwajcaria        | Schweizer Hitparade                         | 4                 |
| Szwecja           | Sverigetopplistan                           | 4                 |
| Węgry             | Top 40 album-, DVD- és válogatáslemez-lista | 1                 |
| Wielka Brytania   | Official Albums Chart Top 100               | 1                 |
| Włochy            | FIMI Albums Chart                           | 3                 |

## Certyfikaty i sprzedaż
| Kraj                         | Certyfikat          | Sprzedaż   |
| ---------------------------- | ------------------- | ---------- |
| Australia (ARIA)             | złota płyta         | 35 000+    |
| Belgia (BEA)                 | platynowa płyta     | 20 000+    |
| Brazylia (Pro-Música Brasil) | 2x diamentowa płyta | 320 000+   |
| Dania (IFPI Danmark)         | 2x platynowa płyta  | 40 000+    |
| Francja (SNEP)               | 3x platynowa płyta  | 300 000+   |
| Hiszpania (Promusicae)       | 2x platynowa płyta  | 80 000+    |
| Holandia (NVPI)              | 2x platynowa płyta  | 80 000+    |
| Kanada (MC)                  | 5x platynowa płyta  | 400 000+   |
| Niemcy (BVMI)                | złota płyta         | 100 000+   |
| Norwegia (IFPI Norge)        | 3x platynowa płyta  | 60 000+    |
| Nowa Zelandia (RMNZ)         | 4x platynowa płyta  | 60 000+    |
| Polska (ZPAV)                | 4x platynowa płyta  | 80 000+    |
| Portugalia (AFP)             | platynowa płyta     | 15 000+    |
| Stany Zjednoczone (RIAA)     | platynowa płyta     | 1 000 000+ |
| Węgry (MAHASZ)               | złota płyta         | 2 000+     |
| Wielka Brytania (BPI)        | 2x platynowa płyta  | 600 000+   |
| Włochy (FIMI)                | 2x platynowa płyta  | 100 000+   |

## Historia wydania
| Kraj              | Data            | Format                                  | Edycja      | Wytwórnia | Przypis                 |
| ----------------- | --------------- | --------------------------------------- | ----------- | --------- | ----------------------- |
| Świat             | 27 marca 2020   | CD, LP, CC, digital download, streaming | standardowa | Warner    | [ 112 ]                 |
| Niemcy            | 27 marca 2020   | CD, LP, digital download, streaming     | standardowa | Urban     | [ 113 ] [ 114 ]         |
| Wielka Brytania   | 27 marca 2020   | CD, LP, picture disc                    | standardowa | Warner    | [ 115 ] [ 116 ] [ 117 ] |
| Stany Zjednoczone | 27 marca 2020   | CD                                      | standardowa | Warner    | [ 118 ]                 |
| Japonia           | 3 kwietnia 2020 | CD                                      | japońska    | Warner    | [ 119 ]                 |
| Meksyk            | 5 czerwca 2020  | CD, LP                                  | standardowa | Warner    | [ 120 ] [ 121 ]         |